# Локманья Бал Гангадхар Тілак
Локама́нья Бал Гангадха́р Тілак (англ. Lokmanya Bal Gangadhar Tilak, маратхі बाळ गंगाधर टिळक; 23 липня 1856, Ратнагірі, Бомбейське президентство, Британська Індія — 1 серпня 1920, Мумбаї, Британська Індія) — сходознавець, педагог, індійський націоналіст, соціальний реформатор і борець за державну незалежність Індії; один з лідерів демократів індійського національно-визвольного руху, юрист. За походженням — маратхі. Перший лідер індійського руху за незалежність («сварадж» у значенні — «своя влада»), член угрупування «Лал Бал Пал». На відміну від своїх попередників націоналістів, що апелювали переважно до освічених верств населення, що отримали британську освіту, Тілак пропагандував націоналізм серед широких мас.

## Життєпис
Його батько — маратхський брахман (чітапаван) Гангадхара Тілака, котрий був шкільним учителем. Здобув освіту в Деканському коледжі в м. Пуне (1876) і в Урядовому юридичному коледжі в Бомбеї (1879). У 1872 році одружився з Тапібаєю. Після здобуття вищої освіти викладав математику в школі м. Пуне та викладав закон у заснованому ним Фергюсонівському коледжі. З однодумцями заснував «Деканское освітнє товариство» з метою підвищення якості викладання в школах.
Політичну діяльність почав в 1870-х рр., закликав до революційного повалення Британської колоніальної влади, за що засуджувався до тюремного ув'язнення на 18 місяців, а в 1908 р. був засуджений на 6 років каторги (звільнений у 1914 р. за станом здоров'я); з 1881 р. почав видавати газету «Махрата» (англ. Mahratta) англійською мовою і «Кесарі» маратхській мові (орган демократичного національного руху Індії).
У 1890 рр. брав участь в діяльності Індійського національного конгресу (ІНК), у 1905—1908 рр. став лідером демократів в ІНК. Двічі був обраний в Бомбейські Законодавчі збори (на трирічні терміни). У 1907 році разом з радикальними націоналістами був вигнаний з Індійського національного конгресу.
Відомий не тільки як борець за незалежність, а й як автор історико-філологічних досліджень текстів «Рігведи». Вчені вважають, що його висновок 1898 року (публікація 1903 р.) про прабатьківщину індоєвропейців (аріїв) в Арктиці (арктична гіпотеза) має підтвердження в Махабхараті та знаходить прихильників серед сучасних вчених (археологічні знахідки «Аркаїм» та ін.). У 1910 р. підтвердив його гіпотезу російський вчений Єлачич Євген Олександрович (рос. Елачич Евгений Александрович) у праці «Крайня північ, як батьківщина людства, на підставі нових досліджень природно-історичних і філологічних наук» (рос. Крайний север, как родина человечества, на основании новых исследований естественно-исторических и филологических наук).

## Праці
Автор кількох наукових праць, присвячених аналізу Вед, ранніх етапів індійської цивілізації.
- «Arctic Home in the Vedas», 1903;
- Bal Gangadhar Tilak. His writings and speeches, 3 ed., Madras, 1922.(англ.)